# Vatopédio
Vatopédio (Vatopedio) är en ort i Grekland.   Den ligger i prefekturen Chalkidike och regionen Mellersta Makedonien, i den nordöstra delen av landet, 250 km norr om huvudstaden Aten. Vatopédio ligger 26 meter över havet och antalet invånare är 191.
Terrängen runt Vatopédio är kuperad norrut, men söderut är den platt. Havet är nära Vatopédio söderut. Runt Vatopédio är det ganska glesbefolkat, med 24 invånare per kvadratkilometer. Närmaste större samhälle är Polýgyros, 16,5 km nordväst om Vatopédio. == Kommentarer ==
1. ↑  Framräknat ur variansen i alla höjduppgifter (DEM 3") från Viewfinder Panoramas, inom 10 km radie.[2] Mer om algoritmen finns här: Användare:Lsjbot/Algoritmer.